# The Hundred-Foot Journey
The Hundred-Foot Journey (Un viaje de diez metros) es una película de 2014 dirigida por Lasse Hallström sobre un guion escrito por Steven Knight que adapta la novela homónima de Richard C. Morais. La película es protagonizada por Helen Mirren, Om Puri, Manish Dayal y Charlotte Le Bon.
Producida por Steven Spielberg y Oprah Winfrey para DreamWorks Pictures, a través de las compañías Amblin Entertainment y Harpo Films, en asociación con Participant Media y Image Nation, fue estrenada por Touchstone Pictures el 8 de agosto de 2014, recibiendo críticas positivas y casi $90 millones en la taquilla.

## Elenco
- Helen Mirren como Madame Mallory.
- Om Puri como Papa.
- Manish Dayal como Hassan.
- Charlotte Le Bon como Marguerite.
- Amit Shah como Mansur.
- Farzana Dua Elahe como Mahira.
- Dillon Mitra como Mukthar.
- Aria Pandya como Aisha.
- Michel Blanc como Mayor.
- Shuna Lemoine como la esposa de Mayor.
- Clément Sibony como Jean-Pierre.
- Juhi Chawla como Mama.
- Rohan Chand como joven Hassan.
- Vincent Elbaz como Paul.

## Producción
El 3 de junio de 2013, DreamWorks Pictures contrató al director Lasse Hallström para hacer la adaptación de la novela de Richard C. Morais. Steven Spielberg, Oprah Winfrey y Juliet Blake produjeron la película.
El 3 de junio de 2013, Helen Mirren estaba en negociaciones para unirse al elenco. El 1 de julio, DreamWorks confirmó la elección de Mirren y Manish Dayal.

## Banda sonora
A. R. Raham compuso la música para la película. Hollywood Records lanzó la banda sonora el 12 de agosto de 2014.

## Estreno
Se estrenó el primer tráiler de la película el 13 de mayo de 2014. La película se estrenó el 8 de agosto de 2014.

## Recepción
La película recaudó $10,979,290 en su primer fin de semana. A partir del 6 de diciembre de 2014, la película recaudó $54.2 millones en América del Norte y $34.6 millones en otros países, para un total mundial de $88.8 millones.

### Críticas
En Rotten Tomatoes, la película tiene un 68% basado en 124 críticas.

## Nominaciones
| Premios             | Premios               | Premios                                            | Premios                | Premios   |
| Premio              | Fecha de la ceremonia | Categoría                                          | Recibidor y nominación | Resultado |
| ------------------- | --------------------- | -------------------------------------------------- | ---------------------- | --------- |
| Golden Globe Awards | 11 de enero de 2015   | Globo de Oro a la mejor actriz - Comedia o musical | Helen Mirren           | Nominada  |

## Resumen
Una familia de cocineros originaria de Mumbai, India, decide ir a Europa para probar suerte con la cocina. Primero llega a Londres, donde no tiene éxito y emprende viaje hacia otro destino europeo. Es así como acaba en un pueblo francés, donde abre un restaurante indio.